# 豊栄産業 (東京都千代田区)
豊栄産業株式会社（ほうえいさんぎょう）は、食品および食品添加物を輸入、販売している企業。
元日本タンパク工業にいた木嶋弘倫など数名で創業。同じ事務所に日本豆腐協会がある。
そのため主要取引先は大手豆腐メーカーが多く、工場で必要な原料、資材などを輸入販売している。

## 年表
- 1976年2月 - 豊栄産業株式会社を設立。創業者は木嶋弘倫、神谷誠ら数名。
- 1976年12月 - 木嶋が包装豆腐懇談会設立に携わる。会員数17社でスタート。のちに日本豆腐協会に名称変更。
- 1994年 - 現在の千代田区岩本町に移転。
- 2011年3月 - 横江謙司が代表取締役となる。